# Ян Рубін
Ян Рубін (англ. Ian Rubin, при народженні — Ігор Рубін (рос. Игорь Рубин); нар. 17 квітня 1973, Одеса, СРСР) — російський та австралійський гравець у регбіліг, відомий за виступами за сиднейські клуби «Сідней Рустерз» та «Сауз Сідней Реббитоуз», а також за виступами в збірній Росії з регбілігу на чемпіонаті світу 2000 року.

## Життєпис

### Клубна кар'єра
Рубін народився в єврейській родині в Одесі. У ранньому віці він поїхав з родиною спочатку до Італії, а потім в Австралію, оселившись в Сіднеї: за його словами, у батьків не було грошей, а самі вони англійською майже не володіли. У школі Ян захопився регбілігом та на початку 1996 року підписав контракт з клубом «Сауз Сідней Реббітоуз» (раніше він грав за його молодіжний фарм-клуб «Бонді Юнайтед»). Він виступав на позиції нападника-стовпа (або пропо), частіше виходячи на заміну. У складі «кроликів» виконував великий обсяг чорнової роботи під час ігор, всього провів 45 матчів за клуб з Сіднея.
Напередодні початку сезону Національної регбійний ліги 2000 року Рубін перейшов у клуб «Сідней Рустерз», зайнявши тверде місце пропо в основному складі клубу. У 2000 році взяв участь у Великому фіналі Кубка НРЛ 2000 року, в якому «Сідней Рустерз» програли клубу «Брисбен Бронкоз». З великого спорту він пішов у 2001 році, зігравши всі 32 матчі сезону за клуб і набравши 8 очок завдяки двом спробам. Також Рубін грав за команду «Алекзендія Роверс», у 2006 році він був обраний одним з кращих гравців клубу всіх часів.

### Кар'єра в збірній
У 1998 році почало обговорюватися питання, чи може згідно наявним правилам регбіліга Ян Рубін виступати за збірну Росії, яка повинна була потрапити на чемпіонат світу у Великій Британії. Хоча місцем народження Рубіна вважалася Україна, обидва його дідуся були родом з Росії, що й дозволило Рубіну стати гравцем збірної Росії як власникові російського коріння. У 1998 році він почав грати за збірну Росії й допоміг їй пройти успішно кваліфікацію. За власними словами, Рубін задумався про виступ за Росію після того, як збірна Австралії явно дала йому знати, що не потребує його послуг.
На турнірі він виступив на правах капітана збірної Росії: збірна зазнала в трьох матчах три поразки від команд Австралії, Англії й Фіджі. Всього він провів 10 ігор і набрав 4 очки. Незважаючи на це, преса позитивно відгукувалася про виступ російської команди, а вболівальники «Сідней Рустерз» називають Рубіна людиною, яка привезла в Росію справжній регбіліг. У 2004 році ходили чутки, що Ян Рубін може повернутися в збірну Росії з регбілігу, яка готувалася до виступу в Австралії на Кубку світу.

## Особисте життя
Ян Рубін володіє англійською та російською мовами, захоплюється тенісом. 